# Picconia (växt)
För insektssläktet, se Picconia
Picconia är ett släkte med syrenväxter som omfattar de två arterna Picconia excelsa och  Picconia azorica. Släktet är endemisk för Makaronesien och förekommer på Kanarieöarna, Madeira och Azorerna. Växterna är städsegröna buskar eller mindre träd som bär små stenfrukter.